# Aphilopota spissata
Aphilopota spissata là một loài bướm đêm trong họ Geometridae.